# Daehanminguk Yuk-gun
L'Esercito della Corea del Sud o ROK Army, ROKA (대한민국 육군?, 大韓民國 陸軍?, Daehanminguk Yuk-gunLR) è l'esercito della Corea del Sud, responsabile per la guerra terrestre. È la più grande delle armi militari delle forze armate della Corea del Sud, con 420.000 membri a partire dal 2020. Questo formato è mantenuto attraverso la coscrizione obbligatoria; gli uomini della Corea del Sud in età compresa tra i 18 e i 35 anni devono completare 21 mesi di servizio militare.
L'esercito avrà il peso della riduzione del personale prevista come parte della Riforma della Difesa 2020. Associata con questa riduzione del personale sarebbe una riduzione significativa della struttura delle forze della ROK Army, in particolare diminuendo la forza attuale di 47 divisioni (servizio attivo/riserva) e 495.000 soldati fino ad una forza di circa 24 divisioni e 387.000 soldati.

## Storia

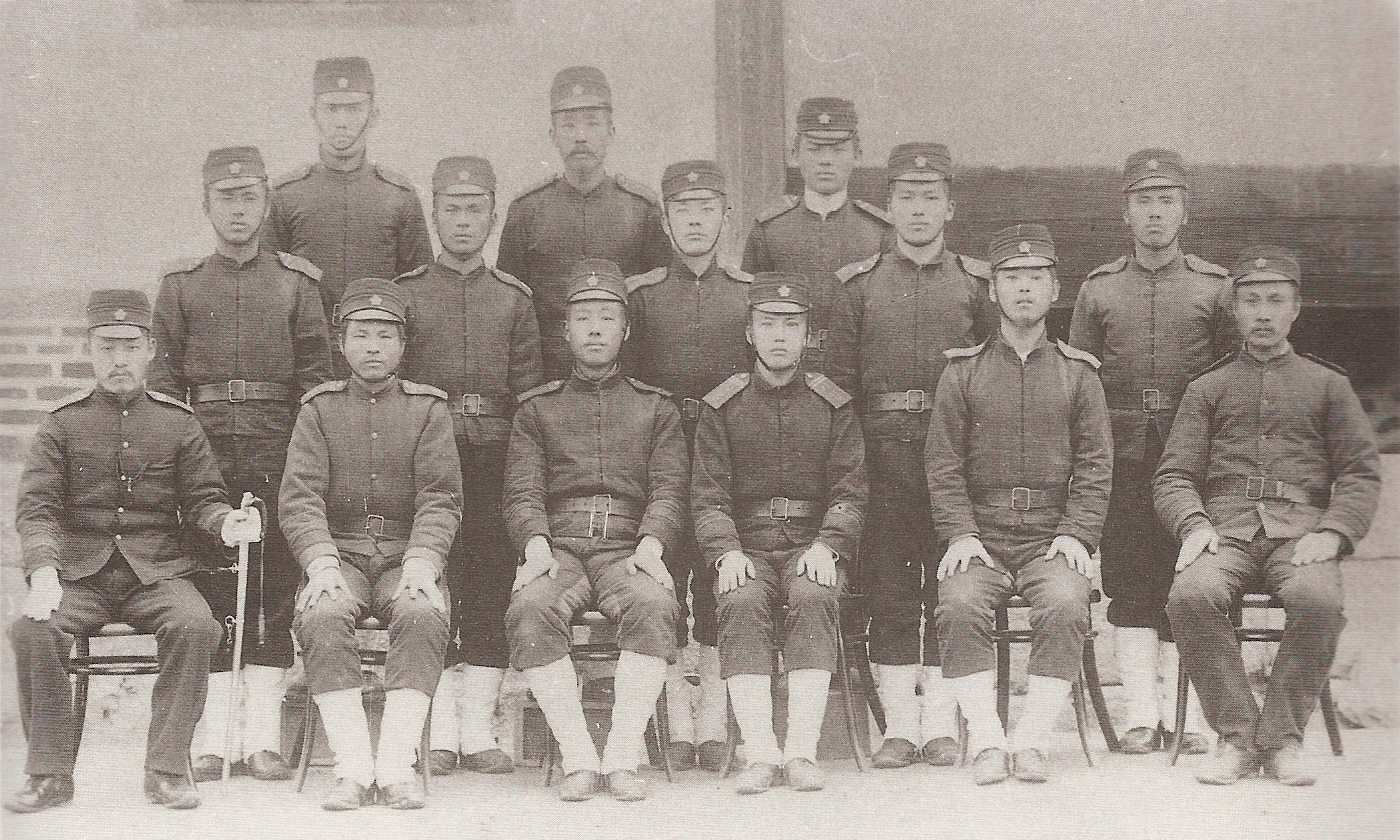
Soldati coreani nel 1898.

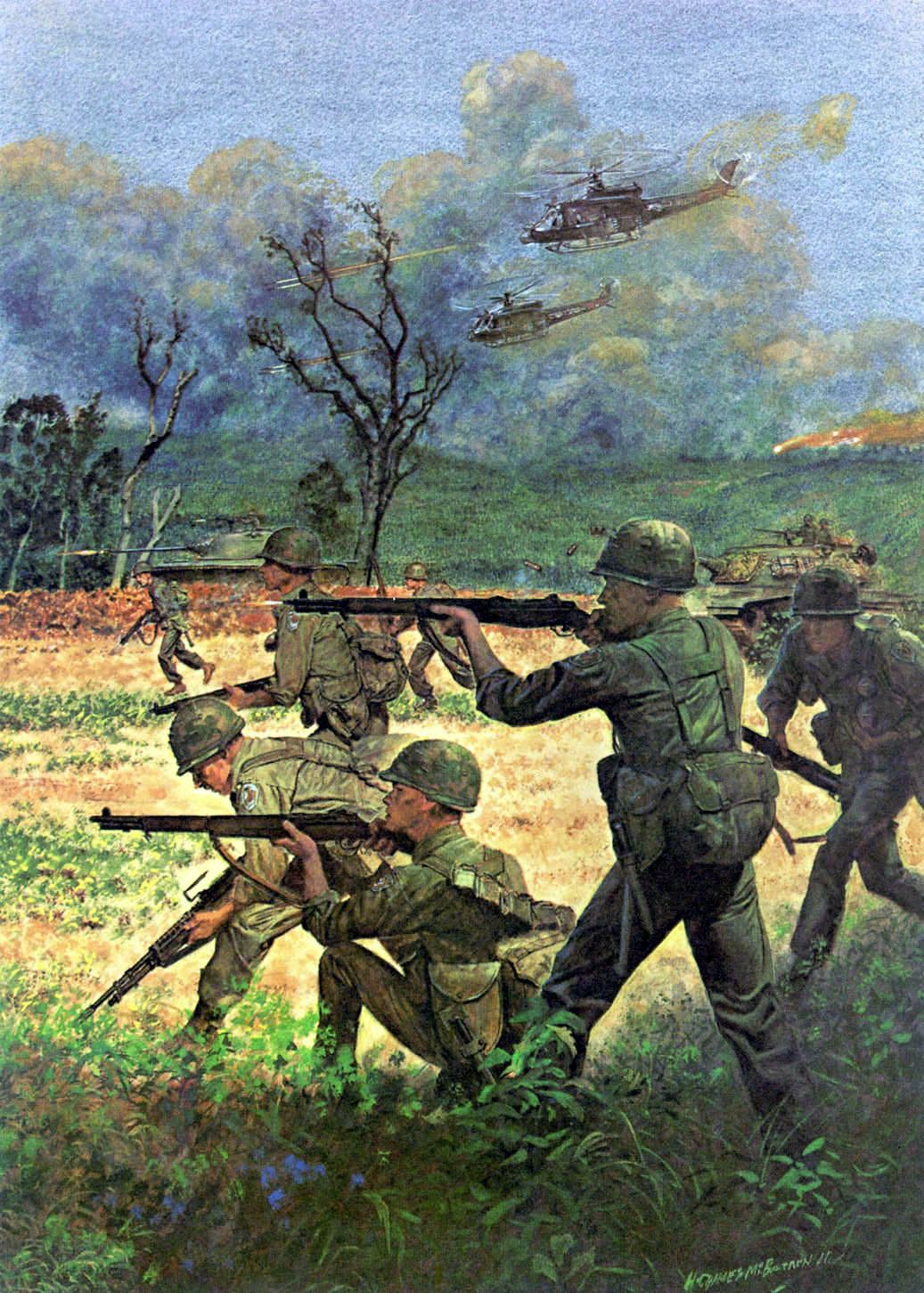
Un disegno dell'esercito americano che mostra i soldati della ROKA che combattono nella guerra del Vietnam nel 1966.

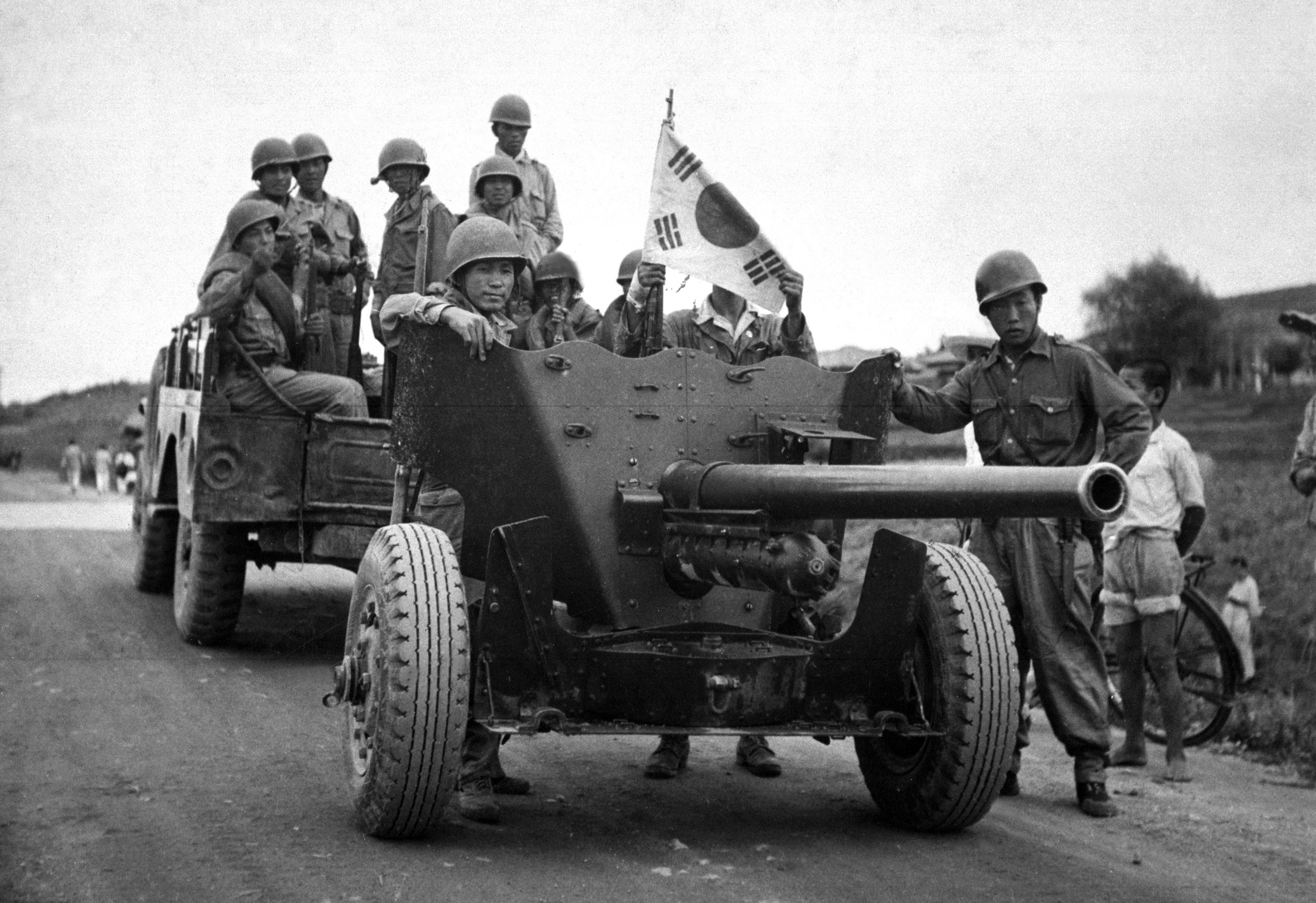
L'esercito della Repubblica di Corea utilizza un cannone anticarro da 57 mm durante la guerra di Corea nel 1950.

Il moderno esercito sudcoreano fa risalire la sua discendenza alla riforma Gwangmu, quando il Beolgyegoon venne fondato dall'imperatore Gojong nel 1881.
Il 1º ottobre di ogni anno in Corea del Sud si celebra la Giornata delle forze armate. Commemora il giorno durante la guerra di Corea in cui le unità dell'esercito della Repubblica di Corea hanno attraversato per la prima volta il 38º parallelo, guidando così per la prima volta la coalizione delle Nazioni Unite a nord nel territorio della Corea del Nord.
La Guardia di sicurezza nazionale della Corea del Sud è stata originariamente costituita dall'esercito della Repubblica di Corea. Questa organizzazione è stata creata durante il periodo di occupazione guidato dagli Stati Uniti dal 1945 al 1948. La Guardia di sicurezza nazionale della Corea del Sud era inizialmente un'unità di riserva della polizia nazionale. Inoltre, alcuni coreani di etnia erano cinesi nazionalisti e anche i resti di soldati post-manciuriani dell'esercito imperiale giapponese contribuirono alla forza. La Forza di difesa nazionale venne istituita il 15 gennaio 1946, sostituendo la polizia condotta dagli Stati Uniti dal 1945.
Lo scoppio della guerra di Corea colse impreparate le forze sudcoreane, costringendo le Nazioni Unite a intervenire con le forze guidate dagli Stati Uniti. L'esercito sudcoreano si sviluppò rapidamente durante la guerra di Corea, subendo enormi perdite e perdite di equipaggiamento. Come i sovietici avevano armato la Corea del Nord, gli Stati Uniti armarono e addestrarono l'esercito sudcoreano durante la guerra di Corea.

### Attuale status operativo
L'esercito sudcoreano è strutturato per operare sia nel terreno montuoso originario della penisola coreana (60% montuoso) che in Corea del Nord con i suoi 950.000 soldati delle forze terrestri dell'Armata popolare coreana, due terzi dei quali presidiano permanentemente in prima linea vicino alla ZDC. L'attuale amministrazione ha avviato un programma nei prossimi due decenni per progettare un mezzo di autodifesa puramente interno, in base al quale la Corea del Sud sarebbe in grado di contrastare pienamente un attacco nordcoreano.
Il ROK Army era precedentemente organizzato in 3 armate: la 1ª Armata (FROKA), la 3ª Armata (TROKA) ed il 2º Comando operativo. Ognuno aveva il proprio quartier generale, corpi d'armata e divisioni. La 3ª Armata era responsabile della difesa della capitale e della sezione occidentale della ZDC. La 1ª Armata era responsabile della difesa della sezione orientale della ZDC, mentre il 2° CO formava la retroguardia. Nell'ambito di un piano di ristrutturazione volto a ridurre la ridondanza, la 2ª Armata della Repubblica di Corea venne convertita in 2º Comando operativo nel 2007 e la 1ª e la 3ª Armata della Repubblica di Corea sono state fuse come Comando delle operazioni terrestri nel 2019.

## Equipaggiamento
L'esercito è composto da 495.000 soldati, circa 2.400-2.500 carri armati, 2.700 veicoli corazzati da combattimento, 5.800 pezzi di artiglieria, 60 sistemi missilistici guidati e 600 elicotteri a partire dal 2014. I principali tipi di carri armati includono: 880 serie M48 Patton e relativi aggiornamenti come M48A3K, M48A5 e M48A5K, 33 T-80U sovietici e 2 T-80UK (forniti dalla Russia per ripagare il debito), nonché 1.524 carri armati K1A1 e K1, che portano un cannone a canna liscia da 120 mm e sono di fabbricazione locale. Il futuro sostituto degli MBT K1 e K1A1 è stato denominato K2 Black Panther (흑표;黑豹 Heukpyo), che sarà dotato di un motore MTU da 1500 CV e di un cannone principale da 120 mm calibro 55 con caricatore automatico. Il nuovo carro armato sarà inoltre dotato di equipaggiamento radar, sistemi di rilevamento e difesa laser su tutti gli angoli, protezione attiva antimissilistica e corazza reattiva pesante e pacchetto di sensori paragonabili all'M1A2 Abrams americano e al Leopard 2A6 tedesco. Il ROK Army ha in programma di schierare circa 390 Black Panthers.
Inoltre, la Repubblica di Corea produce l'obice K-9 che è stato esportato in Turchia come obice T-155 e la serie ZMA TIFV che ha visto l'azione nelle operazioni di mantenimento della pace delle Nazioni Unite (PKO) come parte delle forze di pace malesi. Una variante del K200, i KAFV possono essere adattati per supportare un cannone da 90 mm, una torretta granate da 40 mm, una torretta mitragliatrice M230-1 o una torretta mitragliatrice MK-30. Attualmente è in fase di test un sostituto per gli IFV della serie K200, designato come K21 KNIFV (Korea Next Generation Infantry Fighting Vehicle), che avrà varie capacità sia per la guerra terrestre che navale. La produzione iniziale è fissata per il 2008, con il ROKA che prevede di mettere in campo circa 1.000 unità fino al 2015.
Il telaio del K21 KNIFV sarà costruito interamente in fibra di vetro, riducendo il carico del veicolo e consentendogli di viaggiare a velocità più elevate senza motori ingombranti e potenti. Una volta costruito, il NIFV sarà più leggero di altri IFV, tra cui la serie americana Bradley e la serie russa BMP, aumentando sia la velocità che il carico utile.
Il ROK Army schiera anche il K-SAM mobile "Pegasus" (천마/天馬; Cheonma), dotato di 8 missili che volano alla velocità massima di Mach 2,6, e la serie K-30 "Biho", che dispone di un sistema di cannoni gemelli da 30 mm per il supporto al fuoco antiaereo.
Oltre ad avere veicoli e attrezzature di propria progettazione e modelli americani, il ROK Army possiede anche inventari di AFV di fabbricazione russa, inclusi l'IFV BMP-3 ed il MBT T-80U, dati dal governo russo per ripagare il debito finanziario dovuto alla Corea del Sud. Altro notevole equipaggiamento straniero in servizio con il ROK Army include il MANPADS Mistral.
Un nuovo fucile di fanteria, il Daewoo K11, è entrato in servizio nel 2010. Il concetto generale di quest'arma è più avanzato dell'OICW americano, tuttavia la sua produzione è stata interrotta e l'arma interrotta nel 2020 a causa di problemi eccessivi che coinvolgono il componente di mira e la qualità delle munizioni per concentrarsi sulla risoluzione dei problemi che sono stati rapidamente risolti. L'ispezione delle attrezzature militari è stata condotta nel giugno del 2021 ed ha rilevato che il 26% dei componenti che coinvolgono il programma Warrior Platform per la modernizzazione della fanteria sudcoreana è difettoso.

### Mezzi Aerei
Sezione aggiornata annualmente in base al World Air Force di Flightglobal del corrente anno. Tale dossier non contempla UAV, aerei da trasporto VIP ed eventuali incidenti accorsi durante l'anno della sua pubblicazione. Modifiche giornaliere o mensili che potrebbero portare a discordanze nel tipo di modelli in servizio e nel loro numero rispetto a WAF, vengono apportate in base a siti specializzati, periodici mensili e bimestrali. Tali modifiche vengono apportate onde rendere quanto più aggiornata la tabella.
| Aeromobile                | Origine       | Tipo                            | Versione (denominazione locale) | In servizio (2024) | Note | Immagine |
| Aerei da trasporto        |               |                                 |                                 |                    | |          |
| Beechcraft King Air 90    | Stati Uniti   | aereo da trasporto              | C90                             | 1                  | |          |
| Elicotteri                |               |                                 |                                 |                    | |          |
| Boeing AH-64 Apache       | Stati Uniti   | elicottero d’attacco            | AH-64E                          | 36                 | 36 AH-64E acquistati ad inizio 2013. |          |
| Sikorsky UH-60 Black Hawk | Stati Uniti   | elicottero da trasporto tattico | S-70AUH-60LUH-60P               | 113                | 140 tra S-70A, UH-60L e UH-60P consegnati a partire dal 1990. |          |
| Boeing CH-47 Chinook      | Stati Uniti   | C/SAR                           | CH-47DCH-47D(LR)                | 32                 | 18 CH-47D ricevuti tra il 1988 e il 1990, uno dei quali è stato perso in un incidente nel maggio 2001. 6 CH-47D(LR) a lungo raggio sono stati consegnati nel 1998. Ulteriori 9 CH-47D ex US Army acquistati nel 2014.                                                   |          |
| MBB Bo 105                | Germania      | elicottero utility              | Bo 105                          | 12                 | |          |
| Bell AH-1 Cobra           | Stati Uniti   | elicottero d’attacco            | AH-1S                           | 75                 | 81 AH-1S consegnati a partire dal 1988. |          |
| KAI KUH-1 Surion          | Corea del Sud | elicottero utilityMEDEVAC CSAR  | KUH-1KUH-1M                     | 2098               | 210 KUH-1 da trasporto utility ordinati con consegne completate il 27 maggio 2024. 8 KUH-1M da evacuazione medica (MEDEVAC) e CSAR ordinati nel 2018 e tutti consegnati tra il 2019 ed il 9 novembre 2020. Un esemplare è stato perso in un incidente il 10 marzo 2025. |          |
| MD Helicopters MD 500     | Stati Uniti   | elicottero leggero              | MD 500MD                        | 226                | Il 21 dicembre 2023 è stato annunciato che i primi sei di 16 MD 500MD che l'Esercito sudcoreano avrebbe donato all'Esercito del Kenya, sono stati inviati negli USA per essere sottoposti ad un programma di aggiornamento prima della consegna.                        |          |
| Bell 505 JetRanger X      | Stati Uniti   | elicottero da addestramento     | Bell 505                        | 24                 | 40 Bell 505 ordinati a maggio 2022, che saranno utilizzati per addestrare sia i piloti di Marina ed Esercito, con consegne previste tra il 2023 e il 2025. |          |

### Aeromobili ritirati
- IAI Heron 1 - 3 esemplari (2015-2025)[22]
- Bell AH-1J Sea Cobra - 9 esemplari (1978-2004)[33]

## Organizzazione

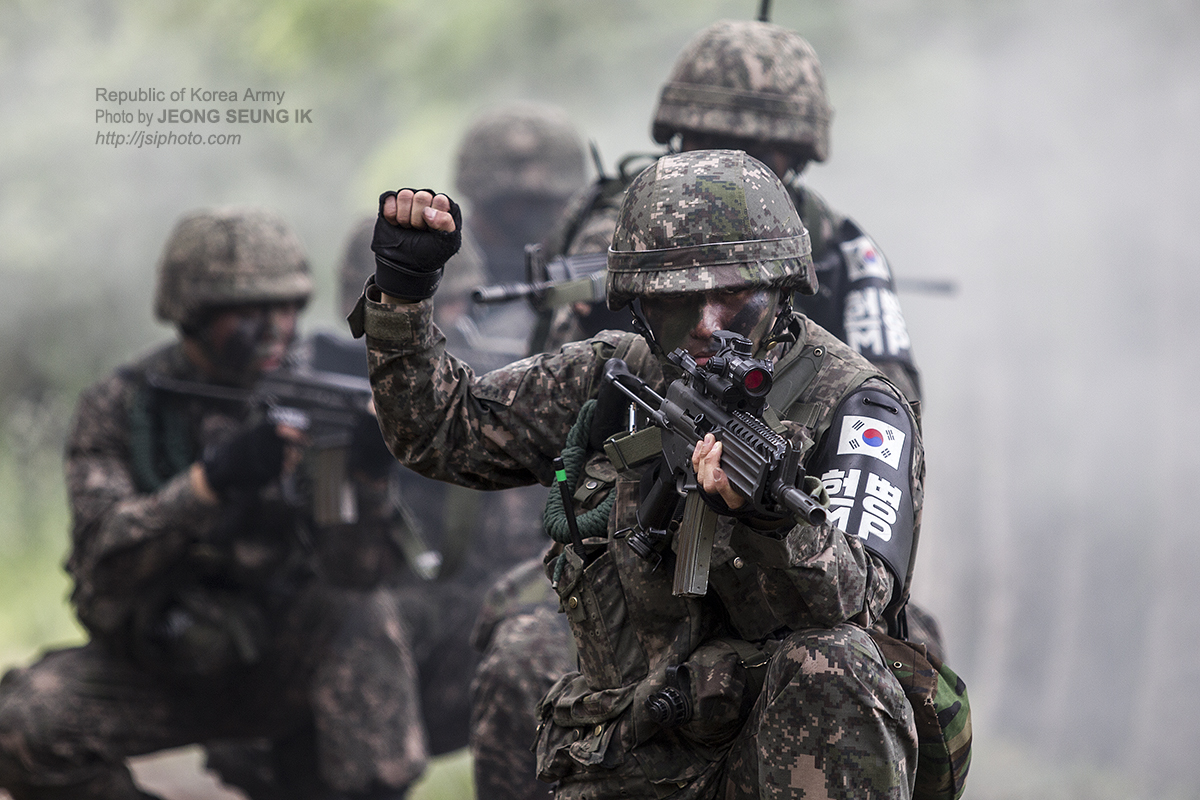
Soldati sudcoreani in un'esercitazione di ricognizione nel 2014

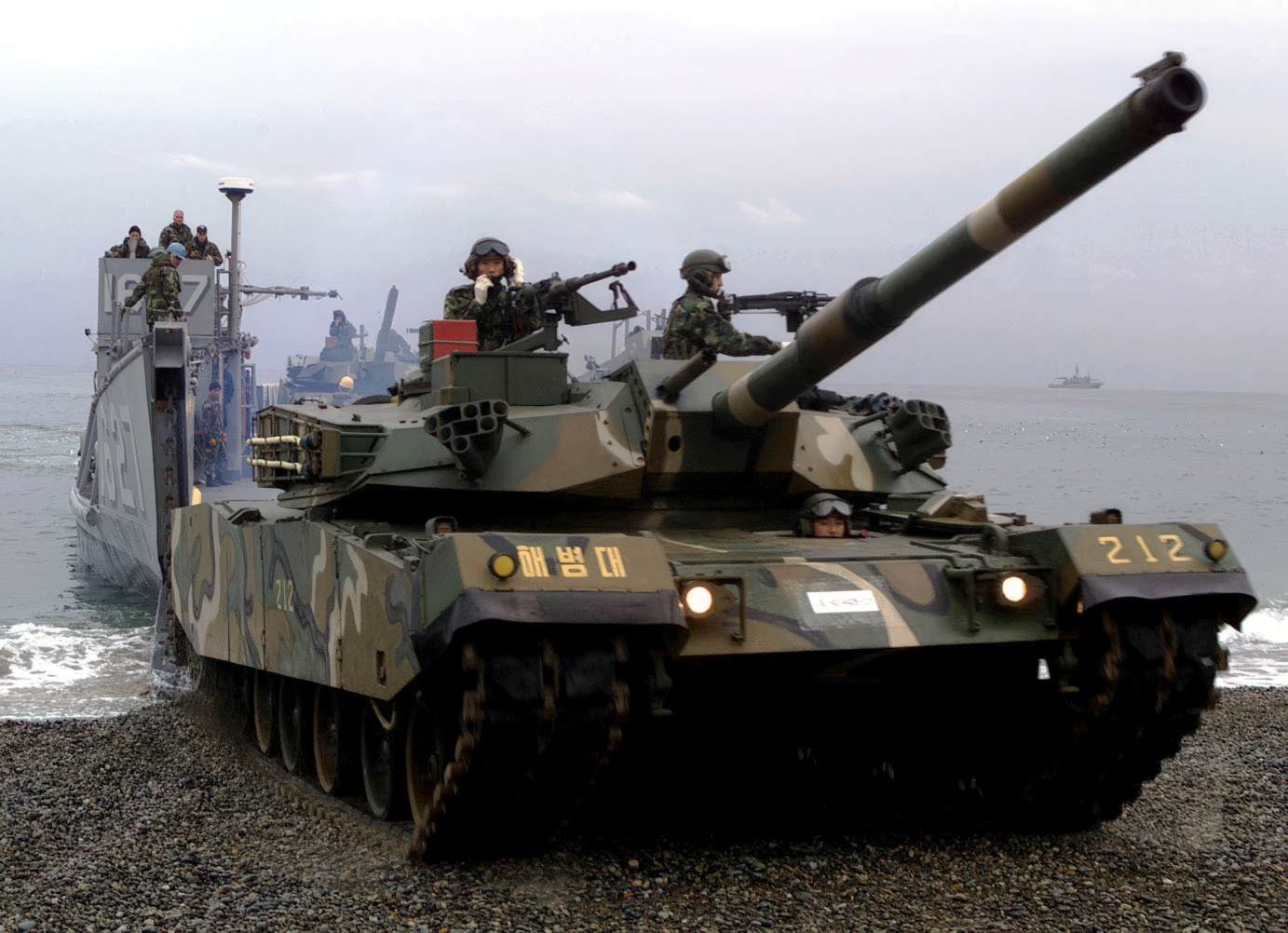
Carro armato da combattimento K-1 88 durante un'esercitazione di assalto anfibio su una spiaggia

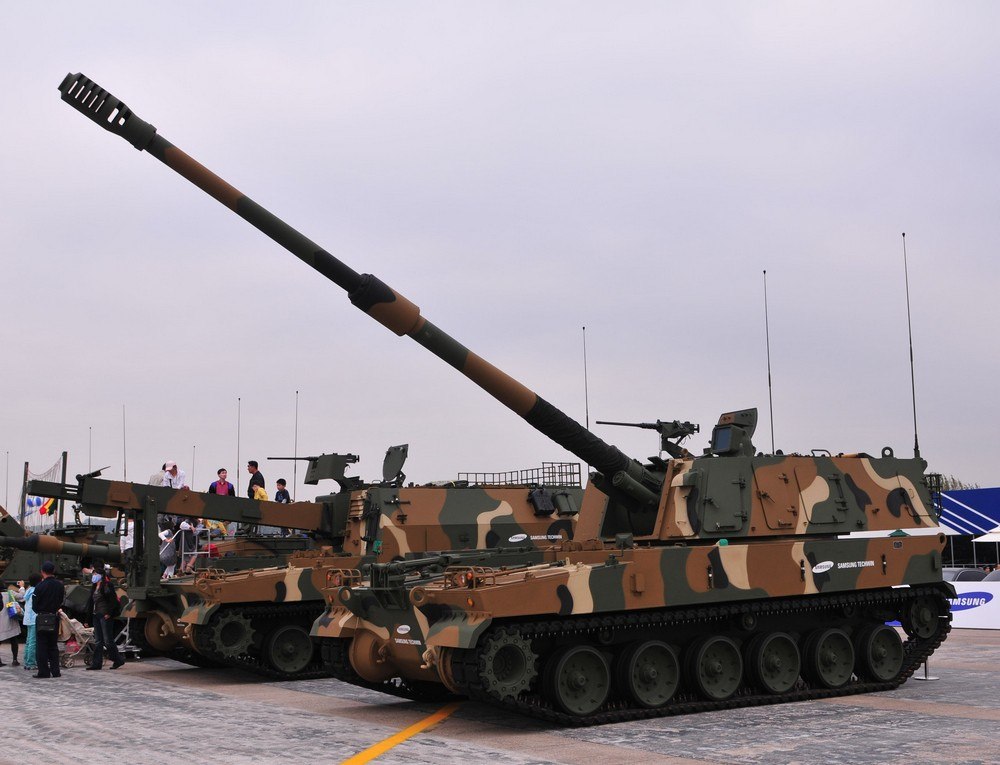
Obice semovente da 155mm K-9 Thunder

### Quartier generale dell'Esercito della Repubblica di Corea (대한민국 육군본부)
- Comando Difesa della Capitale 'SHIELD'  (수도방위사령부 '방패부대')[34]

- 1ª Brigata Difesa aerea (1방공여단)
- 1º Gruppo di Sicurezza (1경비단)
- 122º Gruppo Comunicazioni (122정보통신단)
- 1113º Gruppo del Genio (제1113공병단)
- Gruppo Polizia Comando Militare Difesa della Capitale (수도방위사령부 군사경찰단)

- 52ª Divisione fanteria di difesa nazionale  (52향토보병사단)
- 56ª Divisione fanteria di difesa nazionale (56향토보병사단)

- Comando Guerra speciale 'LION'  (특수전사령부 '사자부대')

- 1ª Brigata Forze speciali (Aviotrasportata) 'EAGLE' (1공수특전여단 '독수리부대')
- 3ª Brigata Forze speciali (Aviotrasportata) 'FLYING TIGER' (3공수특전여단 '비호부대')
- 7ª Brigata Forze speciali (Aviotrasportata) 'PEGASUS' (7공수특전여단 '천마부대')
- 9ª Brigata Forze speciali (Aviotrasportata) 'GHOST' (9공수특전여단 '귀성부대')
- 11ª Brigata Forze speciali (Aviotrasportata) 'GOLDEN BAT' (11공수특전여단 '황금박쥐부대')
- 13ª Brigata Forze speciali (Aviotrasportata) 'BLACK PANTHER' (13공수특전여단 '흑표부대')

- Comando Operazioni Aviazione dell'Esercito 'PHOENIX'  (항공작전사령부 '불사조부대')

- 1ª Brigata Aviazione (1항공여단)
- 2ª Brigata Aviazione (2항공여단)
- Brigata Manutenzione dell'Aviazione (항공정비여단)

- Comando Missili dell'Esercito 'ENDLESSNESS'  (미사일사령부 '무극부대')
- Comando Addestramento & Dottrina dell'Esercito 'CREATION'  (육군교육사령부 '창조대')
- Comando Personale dell'Esercito (육군인사사령부)
- Comando Logistico dell'Esercito 'SEVEN STARS'  (육군군수사령부 '칠성대')
- Comando Mobilitazione della Forza dell'Esercito (육군동원전력사령부)

- 60ª Divisione della Riserva (60동원보병사단)
- 66ª Divisione della Riserva (66동원보병사단)
- 72ª Divisione della Riserva (72동원보병사단)
- 73ª Divisione della Riserva (73동원보병사단)
- 75ª Divisione della Riserva (75동원보병사단)

- Accademia dell'Esercito di Corea a Yeongcheon (육군3사관학교)
- Accademia Militare di Corea (육군사관학교)

### Comando Operazioni terrestri (GOC) (지상작전사령부)
- 36ª Divisione fanteria di difesa nazionale 'WHITE TIGER' (36향토보병사단 '백호부대')
- 1º Comando Supporto Logistico (1군수지원사령부)
- Brigata Vigili del Fuoco (화력여단)

- Corpo d'armata della Capitale 'DEVOTION'  (수도군단 '충의부대')

- Brigata d'Artiglieria della Capitale (수도포병여단)

- 17ª Divisione fanteria 'LIGHTNING' (17보병사단 '번개부대')
- 51ª Divisione fanteria di difesa nazionale 'TOTAL VICTORY' (51향토보병사단 '전승부대')
- 55ª Divisione fanteria di difesa nazionale 'BEACON FIRE' (55향토보병사단 '봉화부대')

- I Corpo d'armata 'GWANGGAETO'  (1군단 '광개토부대')

- 2ª Brigata corazzata 'LOYALTY' (2기갑여단 '충성부대')
- 30ª Brigata corazzata 'CERTAIN VICTORY' (30기갑여단 '필승부대')
- 1ª Brigata d'Artiglieria 'FLYING TIGER' (1포병여단 '비호부대')
- 1ª Brigata del Genio (1공병여단)

- 1ª Divisione fanteria 'FORWARD' (1보병사단 '전진부대')
- 9ª Divisione fanteria 'WHITE HORSE' (9보병사단 '백마부대')
- 25ª Divisione fanteria 'WYVERN' (25보병사단 '비룡부대')

- II Corpo d'armata 'DOUBLE DRAGONS'  (2군단 '쌍용부대')

- 3ª Brigata corazzata 'LIGHTNING' (3기갑여단 '번개부대')
- 2ª Brigata d'Artiglieria (2포병여단)
- 2ª Brigata del Genio (2공병여단)

- 7ª Divisione fanteria 'SEVEN STARS' (7보병사단 '칠성부대')
- 15ª Divisione fanteria 'VICTORY' (15보병사단 '승리부대')
- 27ª Divisione fanteria 'LET'S WIN' (27보병사단 '이기자부대')

- III Corpo d'armata 'MOUNTAINS'  (3군단 '산악부대')

- 20ª Brigata corazzata (20기갑여단)
- 3ª Brigata d'Artiglieria (3포병여단)
- 3ª Brigata del Genio (3공병여단)

- 12ª Divisione fanteria 'EULJI' (12보병사단 '을지부대')
- 21ª Divisione fanteria 'MT. BAEKDU' (21보병사단 '백두산부대')

- V Corpo d'armata 'VICTORIOUS ADVANCE'  (5군단 '승진부대')

- 1ª Brigata corazzata 'BLITZ' (1기갑여단 '전격부대')
- 5ª Brigata d'Artiglieria 'VICTORIOUS ADVANCE' (5포병여단 '승진포병부대')
- 5ª Brigata del Genio (5공병여단)

- 3ª Divisione fanteria 'WHITE SKULL' (3보병사단 '백골부대')
- 6ª Divisione fanteria 'BLUE STAR' (6보병사단 '청성부대')

- VI Corpo d'armata 'ADVANCE'  (6군단 '진군부대')

- 5ª Brigata corazzata 'IRON STORM' (5기갑여단 '철풍부대')
- 6ª Brigata d'Artiglieria (6포병여단)
- 6ª Brigata del Genio (6공병여단)

- 5ª Divisione fanteria 'THE KEY' (5보병사단 '열쇠부대')
- 28ª Divisione fanteria 'INVINCIBLE TYPHOON' (28보병사단 '무적태풍부대')

- VII Corpo d'armata di manovra 'VANGUARD'  (7 기동군단 '북진선봉부대')

- 7ª Brigata d'Artiglieria (7포병여단)
- 7ª Brigata del Genio (7공병여단)

- Divisione fanteria meccanizzata della Capitale 'TIGER' (수도기계화보병사단 '맹호사단')
- 8ª Divisione di manovra 'TUMBLER' (8기동사단 '오뚜기부대')
- 11ª Divisione di manovra 'HWARANG' (11기동사단 '화랑부대')
- 1ª Divisione Reazione rapida (Aviotrasportata) (2신속대응사단)

- VIII Corpo d'armata 'DRAGON OF THE EAST SEA'  (8군단 '동해충용부대')

- 102ª Brigata corazzata 'SUNRISE' (102기갑여단 '일출부대')

- 22ª Divisione fanteria 'YULGOK' (22보병사단 '율곡부대')
- 23ª Divisione fanteria 'IRON WALL' (23보병사단 '철벽부대') (verrà sciolta nell'ottobre 2021)

### Secondo Comando Operazioni (2OC) (제2작전사령부)
- 2ª Divisione Reazione rapida (2신속대응사단)

- 201ª Brigata Commando (201신속대응여단)
- 203ª Brigata Commando (203신속대응여단)

- 5º Comando Supporto Logistico (5군수지원사령부)
- 31ª Divisione fanteria di difesa nazionale (31향토보병사단)
- 32ª Divisione fanteria di difesa nazionale (32향토보병사단)
- 35ª Divisione fanteria di difesa nazionale (35향토보병사단)
- 37ª Divisione fanteria di difesa nazionale (37향토보병사단)
- 39ª Divisione fanteria di difesa nazionale (39향토보병사단)
- 50ª Divisione fanteria di difesa nazionale (50향토보병사단)
- 53ª Divisione fanteria di difesa nazionale (53향토보병사단)

## Gradi militari
Nei gradi degli ufficiali, "So" (少) equivale a piccolo; "Jung" (中) equivale a mezzo; "Dae" (大) equivale a grandi dimensioni. "Jun" (准) equivale ad equivalente, utilizzato per il Warrant Officer ed il generale ad una stella per garantire che siano considerati come ufficiali/generali, sebbene questi gradi siano inferiori allo stesso grado con il grado "So". "Won" (元) equivale a principale, usato solo per Won-Su, il Generale dell'Esercito. Ognuno di questi è accoppiato con uno dei seguenti elementi: "Wi" (尉) equivale a compagnia, "Ryung" (領) uguale al grado da campagna, e "Jang" (將) equivale a generale.
I gradi dei sottufficiali sono simili a quelli degli ufficiali. "Ha" (下) equivale a più basso; "Jung" (中) equivale a mezzo; "Sang" (上) equivale ad alto; "Won" (元) equivale a principale, perché questo titolo prende il nome dopo Won-Su, per garantire che questo grado sia superiore a Sang-sa. Ognuno di questi è accoppiato con "sa" (士) che equivale a sergente, sebbene il vero "sergente" è "Byeong-Jang".
Questo sistema è dovuto all'hanja o all'origine sino-coreana dei nomi.
Gradi degli ufficiali
| Uniforme da combattimento | Marshal of the RoK | Marshal of the RoK | Superior general | Superior general | Middle general | Middle general | Junior general | Junior general | Lesser general | Lesser general | Superior commander | Superior commander | Middle commander | Middle commander | Junior commander | Junior commander | Superior lieutenant | Superior lieutenant | Middle lieutenant | Middle lieutenant | Middle lieutenant | Junior lieutenant | Junior lieutenant | Junior lieutenant |  |  |  |  |  |  |  |  |  |  |  |  |
| Daehanminguk Yuk-gun      | Marshal of the RoK | Marshal of the RoK | Superior general | Superior general | Middle general | Middle general | Junior general | Junior general | Lesser general | Lesser general | Superior commander | Superior commander | Middle commander | Middle commander | Junior commander | Junior commander | Superior lieutenant | Superior lieutenant | Middle lieutenant | Middle lieutenant | Middle lieutenant | Junior lieutenant | Junior lieutenant | Junior lieutenant |  |  |  |  |  |  |  |  |  |  |  |  |
| Daehanminguk Yuk-gun      | 원수 Wonsu         | 원수 Wonsu         | 대장 Daejang     | 대장 Daejang     | 중장 Jungjang  | 중장 Jungjang  | 소장 Sojang    | 소장 Sojang    | 준장 Junjang   | 준장 Junjang   | 대령 Daeryeong     | 대령 Daeryeong     | 중령 Jungnyeong  | 중령 Jungnyeong  | 소령 Soryeong    | 소령 Soryeong    | 대위 Daewi          | 대위 Daewi          | 중위 Jungwi       | 중위 Jungwi       | 중위 Jungwi       | 소위 Sowi         | 소위 Sowi         | 소위 Sowi         |  |  |  |  |  |  |  |  |  |  |  |  |

Gradi dei Warrant officer
| Gruppo gradi         | Warrant officer |
| -------------------- | --------------- |
| Daehanminguk Yuk-gun |                 |
| 준위 Junwi           |                 |

Altri gradi militari
| Rank group                | Sottufficiali  | Sottufficiali  | Sottufficiali  | Sottufficiali  | Sottufficiali  | Sottufficiali  | Sottufficiali   | Sottufficiali   | Sottufficiali      | Sottufficiali      | Sottufficiali  | Sottufficiali  | Sottufficiali  | Sottufficiali  | Sottufficiali  | Sottufficiali   | Reclute         | Reclute         | Reclute         | Reclute         | Reclute         | Reclute                | Reclute                | Reclute                | Reclute                | Reclute              | Reclute              | Reclute             | Reclute             | Reclute             | Reclute             | Reclute             | Reclute             | Reclute | Reclute | Reclute |
| ------------------------- | -------------- | -------------- | -------------- | -------------- | -------------- | -------------- | --------------- | --------------- | ------------------ | ------------------ | -------------- | -------------- | -------------- | -------------- | -------------- | --------------- | --------------- | --------------- | --------------- | --------------- | --------------- | ---------------------- | ---------------------- | ---------------------- | ---------------------- | -------------------- | -------------------- | ------------------- | ------------------- | ------------------- | ------------------- | ------------------- | ------------------- | ------- | ------- | ------- |
| Uniforme da combattimento | Sergeant Major | Sergeant Major | Sergeant Major | Sergeant Major | Sergeant Major | Sergeant Major | Master Sergeant | Master Sergeant | Sergeant 1st Class | Sergeant 1st Class | Staff Sergeant | Staff Sergeant | Staff Sergeant | Staff Sergeant | Staff Sergeant | Staff Sergeant  | Sergeant        | Sergeant        | Sergeant        | Sergeant        | Sergeant        | Sergeant               | Corporal               | Corporal               | Corporal               | Corporal             | Private 1st Class    | Private 1st Class   | Private             | Private             | Private             | Private             | Private             | Private |         |         |
| Daehanminguk Yuk-gun      |                |                |                |                |                |                |                 |                 |                    |                    |                |                |                |                |                |                 |                 |                 |                 |                 |                 |                        |                        |                        |                        |                      |                      |                     |                     |                     |                     |                     |                     |         |         |         |
| 원사 Wonsa                | 원사 Wonsa     | 원사 Wonsa     | 원사 Wonsa     | 원사 Wonsa     | 원사 Wonsa     | 상사 Sangsa    | 상사 Sangsa     | 중사 Jungsa     | 중사 Jungsa        | 하사 Hasa          | 하사 Hasa      | 하사 Hasa      | 하사 Hasa      | 하사 Hasa      | 하사 Hasa      | 병장 Byeongjang | 병장 Byeongjang | 병장 Byeongjang | 병장 Byeongjang | 병장 Byeongjang | 병장 Byeongjang | 상등병 Sangdeungbyeong | 상등병 Sangdeungbyeong | 상등병 Sangdeungbyeong | 상등병 Sangdeungbyeong | 일등병 Ildeungbyeong | 일등병 Ildeungbyeong | 이등병 Ideungbyeong | 이등병 Ideungbyeong | 이등병 Ideungbyeong | 이등병 Ideungbyeong | 이등병 Ideungbyeong | 이등병 Ideungbyeong |         |         |         |